# شترمرغ آمریکایی
شترمرغ آمریکایی (به انگلیسی: Rhea) (تلفظ: ‎/ˈriː.ə/‎) سرده‌ای از پرندگان ساکن آمریکای جنوبی است. این سرده تنها دارای دو گونه عضو است و تنها سردهٔ موجود از راسته شترمرغ‌سانان آمریکایی به شمار می‌رود. اعضای این سرده ظاهری شبیه به شترمرغ‌ها دارند، اما از راسته و تیره‌ای جدا هستند.
طول بلندترین نوع از این پرندگان به ۱۷۰ سانتی‌متر تا سر و ۱۰۰ سانتی‌متر تا پشت و وزن آن تا ۴۰ کیلوگرم می‌رسد. محل زندگی ریاها بیشتر در کشورهای برزیل، اروگوئه، پاراگوئه، آرژانتین، بولیوی، پرو، شیلی و منطقه پاتاگونیا است.